# 達莎·朱可娃
达里娅·亚历山德罗芙娜·朱可娃（羅馬化：Darya Aleksandrovna Zhukova；1981年6月8日—），昵称达莎（Даша），俄罗斯裔美国艺术品收藏家、慈善家，创办了车库当代艺术博物馆和《车库杂志》（Garage Magazine）。

## 早年
朱可娃出生于莫斯科，父亲亚历山大·朱可夫是一名商人，母亲叶连娜是一名俄裔犹太分子生物学家，3岁时父母离异，1991年随母亲移民美国休斯顿，后来又搬到洛杉矶。其母曾在加州大学洛杉矶分校担任分子生物学教授，並於2024年與鲁珀特·默多克再婚。
朱可娃曾在加州的犹太学校就读，1999年自太平洋山学校毕业，后来就读加州大学圣巴巴拉分校斯拉夫研究专业。结识罗曼·阿布拉莫维奇（2008年二人结婚）后，她先返回莫斯科，后由到伦敦理疗药物学院（College of Naturopathic Medicine）就读，但最后辍学。

## 职业生涯
2008年，在阿布拉莫维奇的资助下，朱可娃成立车库当代艺术中心，2014年改名车库当代艺术博物馆。
2009年2月，她成为英国杂志《流行》（Pop）的主编，但于2010年11月辞职。